# 后盤村
后盤村是中華民國金門縣金寧鄉的一個村里，北臨海，東與金湖鎮瓊林里、金湖鎮正義里相鄰，南與盤山村相連，西北為安美村，下轄后盤山、后沙、西山、嚨口四個自然村落。

## 地形
后盤村多數地區為古九龍江口沖積河床，多紅土而幾無花崗岩帶，有溝渠而無明顯溪流；特色地形為嚨口海岸之貓公石（貓空石）、至后沙間的沙岸。
村內最高山為后盤山東南方的雙乳山，海拔89公尺；嚨口西南方另有觀音山與盤山村連接，海拔43公尺。

## 歷史
明隆慶二年（1568年）始隸同安縣祥鳳里十九都，清道光十六年（1836年）屬同安縣馬巷廳瓊山保，民國四十二年（1953年）設金寧鄉，后盤山、西山、嚨口設后盤村，后沙劃入金湖鄉設后沙村，民國四十八年（1959年）七月新設金瓊鄉，將后盤山、西山、嚨口和金湖鄉的后沙、瓊林、徑蘭、陳坑劃設為金瓊鄉，民國五十四年（1965年）裁撤金瓊鄉，后盤山、后沙、西山、嚨口復歸金寧鄉，設盤山村。
民國九十四年（2005年）《金寧鄉志》出版時，村辦公室位於后盤山，為民國六十五年（1976年）時金門縣政府補助新建。

## 人口
后盤村於民國九十一年（2002年）底有11鄰、255戶，人口共701人，男383人、女318人。其中共同生活戶有153戶、599人，男326人、女273人；單獨生活戶則有302戶、102人，男57人、女45人